# Василенко Володимир Вікторович
Володи́мир Ві́кторович Василе́нко  (нар. 3 вересня 1925, Кисловодськ — пом. 28 січня 1997, Київ) — український живописець і графік; член Спілки радянських художників України.

## Біографія
Народився 3 вересня 1925 року у місті Кисловодську (нині Ставропольський край, Росія). 1951 року закінчив Одеське художнє училище; у 1957 році — Київський художній інститут (викладач Олексій Шовкуненко). Дипломна робота — картина «До хворого».
З 1961 року викладав у Київському художньому інституті. Жив у Києві, в будинку на Русанівській набережній, № 22, квартира 9. Помер у Києві 28 січня 1997 року.

## Творчість
Працював в галузі станкового та монументального живопису, книжкової графіки. Серед робіт:
- декоративне оформлення кінотеатру в місті Щорсі Чернігівської області (1966; у співавторстві з Григорієм Довженком та Миколою Стороженком);
- гобелен «Лісова пісня» (1971);

живопис
- «Портрет лікаря-письменника П. Бейліна» (1958);
- «Чавун пішов» (1960);
- «Тарас Шевченко із сучасниками» (1960—1961, у співавторстві з Миколою Стороженком);
- «Караюсь, мучуся, але не каюсь» (1961);
- «Катерина» (1964);
- «Свято у Карпатах» (1965);
- «Олександр Блок. Дванадцять» (1987);
- «Володимир Маяковський» (1987);
- «Тарас Шевченко» (1989);

ілюстрації до
- книг Михайла Коцюбинського «Він іде» (1958), «Вибрані твори» (1964) і «Дорогою ціною» (Київ, 1980);
- книги «Незвичайні пригоди експедиції Барсака» Жюля Верна (1959);
- книги «Повісті та оповідання» Антона Чехова (1960);
- книги «Граки прилетіли» Олександра Андреєва (1961);
- книги «Діаманти Ківі-Ківі» Рудольфа Дауманна (1962);
- драми Тараса Шевченка «Назар Стодоля» (Київ, 1964);
- роману Максима Горького «Мати» (Київ, 1968; гравюра на дереві);
- «Поезії» Ю. Словацького (1969);
- двотомника Лесі Українки «Поезії» (Київ, 1970);
- книги «Роман про Трістана та Ізольду» Жозефа Бедьє (1972);

Брав участь у республіканських та всесоюзних виставках з 1957 року.
Картини художника зберігаються у Чернівському, Харківському, Донецькому, Запорізькому, Одеському художніх музеях.